# Kramnik (Ermland-Mazurië)
Kramnik is een plaats in het Poolse woiwodschap Ermland-Mazurië, in het district Gołdapski. De plaats maakt deel uit van de gemeente Dubeninki.
Voor 1938 lag Kramnik op Pools gebied, direct achter de Duits-Poolse grens. Een Duitse naam heeft deze plaats daarom niet.